# Maree Cheatham
Maree Cheatham, née le 2 juin 1940 à Oklahoma City, est une actrice américaine.

## Biographie
Maree Cheatham est  née le 2 juin 1942 dans l'Oklahoma.

## Filmographie

### Cinéma
- 1986 : Soul Man : Dorothy Watson
- 1988 : Beetlejuice (Beetle Juice) de Tim Burton : Sarah Dean
- 1998 : Une nuit au Roxbury : Mabel Sanderson
- 1999 : Le Célibataire : Mona Arden
- 2000 : Raccroche ! (Hanging Up) de Diane Keaton : Angie
- 2005 : Mr. et Mrs. Smith : la secrétaire
- 2009 : Droit de passage : Juge Freeman
- 2009 : En cloque mais pas trop : Ann

### Télévision
- 1965-1973 : Des jours et des vies (soap opera, rôle régulier) : Marie Merritt
- 1970 : Gunsmoke (série télévisée, saison 16 épisode 12) : Abigail Hartly
- 1971 : Sur la piste du crime (série télévisée, saison 6 épisode 17) : Miss Evans
- 1972 : Hawaï police d'État (série télévisée, saison 4 épisode 24) : Amy Carter
- 1977-1984 : C'est déjà demain (soap opera, rôle régulier) : Stephanie Wilkins Wyatt
- 1986 : Cagney et Lacey (série télévisée, saison 5 épisode 22) : Mme Delicath
- 1987 : Rick Hunter (série télévisée, saison 3 épisode 15) : Cynthia Jane Bartlett
- 1987-1991 : Hôpital central (soap opera, rôle régulier) : Charlene Simpson
- 1991 : Code Quantum (série télévisée, saison 4 épisode 2) : Margaret Twilly
- 1992-1993 : Côte Ouest (série télévisée, 12 épisodes) : Mary Robeson
- 1994 : Une nounou d'enfer (série télévisée, saison 1 épisode 11) : Emma Trusdale
- 1997 : Dharma et Greg (série télévisée, saison 1 épisode 8) : la sénateur
- 1998 : Profiler (série télévisée, saison 2 épisodes 4 et 19) : Juge Paramen
- 1998 : La Proie du collectionneur (téléfilm) : Mme Leary
- 2002 : Amy (série télévisée, saison 3 épisode 22) : Betty
- 2002 : Scrubs (série télévisée, saison 2 épisode 3) : Mme Warner
- 2003 : À la Maison-Blanche (série télévisée, saison 5 épisode 6) : Gouverneur Wade
- 2004 : Monk (série télévisée) : Monk et l'employée du mois  (saison 3 épisode 7)  : Edna Coruthers
- 2005 : Desperate Housewives (série télévisée, saison 2 épisode 7) : Ceal
- 2005 : Cold Case : Affaires classées (série télévisée, saison 3 épisode 9) : Nancy Walsh
- 2007 : Boston Justice (série télévisée, saison 3 épisode 11) : Georgina Babineaux
- 2009 : Ghost Whisperer (série télévisée, saison 4 épisode 12) : Myrna
- 2009 : Saving Grace (série télévisée, saison 3 épisode 2) : Susan
- 2013 - 2014  : Sam et Cat (série télévisée, rôle régulier) : Nona
- 2013 - 2015  : Hart of Dixie (série télévisée, 8 épisodes) : Bettie Breeland